# 茶園

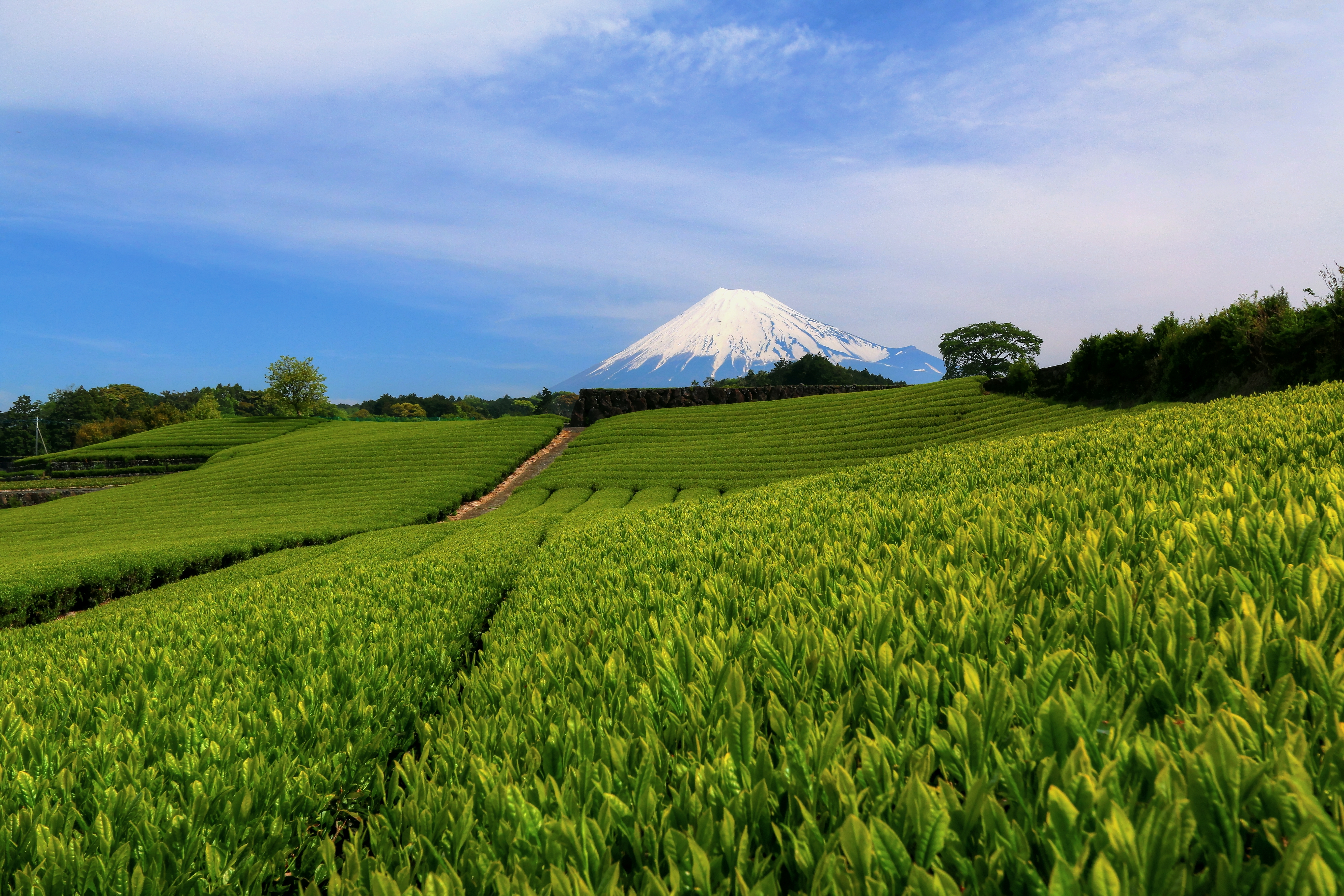
静岡県富士市の茶園。

茶園（ちゃえん、さえん）とは、チャノキの畑のことである。茶畑（ちゃばたけ）ともいう。チャノキはプランテーション作物の代表例の一つであるが、プランテーションとは異なった形態で栽培される国もある。以下では主に日本の茶園について概説する。

## 概要
日本の茶園は、一株ごとに在来種で作る株仕立て在来茶園、株の葉の成長をうね仕立て（列状に植えた造作）にするのに適した形に仕立てるため弧を描くように仕立てる弧状型仕立て茶園、三角に仕立てる三角型仕立て茶園、水平に仕立てる水平型仕立て茶園、形を仕立てず自然のままに育てる自然仕立て茶園、その他、急傾斜地に作る急傾斜地茶園、チャノキの幼木を育てる幼木園など茶株の仕立て方や地理、幼木などによって様々な呼び方がある。

## 歴史
ここでは、日本における茶園の変遷の概略を述べる。
茶園は古くから、一株ごとに在来種で株仕立てで作られた、在来茶園と呼ばれる形態の茶園が長らく続いた。畦畔茶（けいはんちゃ）あるいは畦畔茶園と呼ばれる形態も多く見かけられた。畦畔茶とは田畑の畦畔に一列に殖栽された茶園のことで、隣との境界を示したり、防風、土の流出防止の目的も兼ねており、農家が自家消費する以上の収穫分は問屋に出荷されたりもした。
在来茶園は専ら種を蒔いて殖やしていく（これを実生という）ので、実生園とも呼ばれる。第2次世界大戦後、挿し木技術の確立と、在来種から品種改良された栽培品種の導入によって、多くの茶園が一変した。この詳細については、茶の栽培の項目を参照のこと。茶品種ばかりで構成されている茶園は、品種園という言い方もされる。

## 園相
園相とは良い茶園を作る要素のことである。気象条件や適した土壌作り、葉のつき方、葉の持つ力（葉力）、など茶園の出来を推し量る用語として使われる。「園相が良い」などと表現する。茶園を管理する際は園相を見極める目が重要となる。

## 周期
茶園は1年ごとに計画を立てて行う。
1月に年間の茶園計画を立て、2月に土壌の調整を行い、収穫は4月から行う。4月に摘むお茶を1番茶、5月に摘むお茶を2番茶と呼び、6月から7月に3番茶、4番茶と収穫する。8月から9月にかけて台風対策と整木などが始まり、10月になると茶園ではチャノキに花がつくため、茶葉への栄養が花に行かないよう様子見と対策が行われる。この頃から根の生育と幼木の生育準備が始まり、11月にこれまでの茶園の記録整理と幼木の生育、12月の寒害対策へと移っていく。

## 収量
茶園の収量は茶葉の取れる芽数、茶の芽の質の高さを図る芽重、全体的な収穫面積を表す摘採面積で決まる。しかし芽数を上げれば芽重が減り、芽重を上げれば芽数が減るなど相対的な関係があるため、収量を考える時は品種にあわせてどの部分を重視するかが重要になる。
その他にも摘採法によっても収量に違いがあらわれる。摘採法は主に手摘みとはさみ摘み、機械摘みに分かれ機械摘みは大幅に摘採時間を短縮する事が出来る反面、一定のラインから1番茶、2番茶の分け隔てなく摘んでしまうため手摘みやはさみ摘みのほうが質の高い収穫を行うことができる。
はさみ摘みは、機械摘みと同じく平面的に収穫を行うため摘採の品質的はさほど変わらない部分もあるが、機械より地形や茶の木の変化に対応が可能である。手摘みは古くからの摘採法として様々な摘採法が生み出されている。例として、折り摘み、かき摘み、切り摘み、こき摘み、両手摘みなどの手法が挙げられる。はさみ摘み、機械摘みと違い、必要以上に茶葉を摘まないため、2番茶、3番茶での成長後に摘採を期待でき、その収量にも期待できる。しかし、摘採効率がはさみ摘みと10倍近い開きがあるため、近年は手摘みで間に合わないとき、地形の関係から摘採が難しいとき、などに、はさみ摘みと併用されることが多い。摘採ばさみは明治40年頃に発明されたが、摘採時のこうした質の差から使用が躊躇され、本格的に使用が行われたのは大正に入ってからであった。

## 気象

### 気象条件

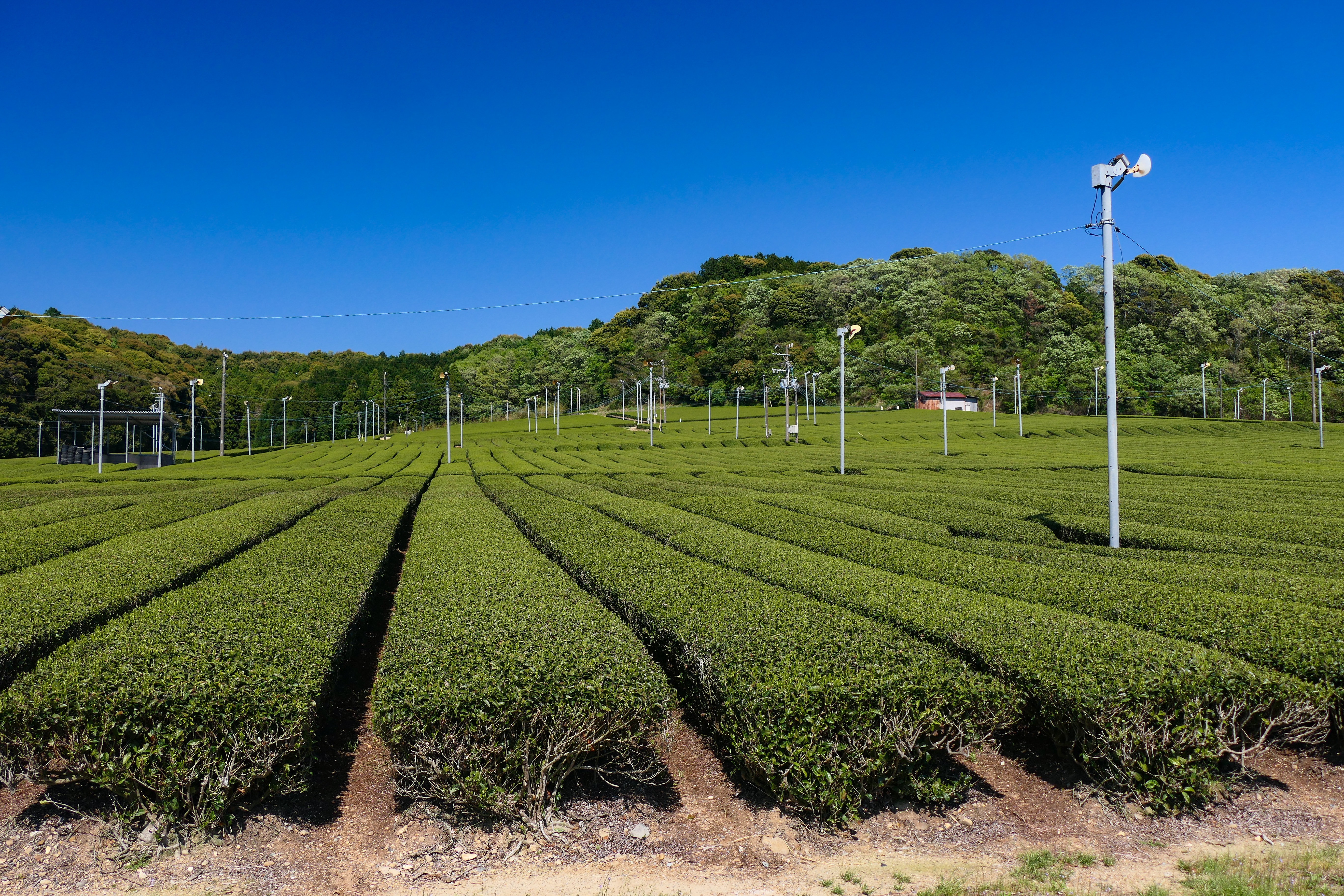
防霜ファンが設置された水平型仕立て茶園（静岡県袋井市）。

チャノキは低温に弱い。気温がマイナス10℃からマイナス13℃で葉が渇変し、更にそれ以下で葉や枝が死滅する恐れがある。
そのため、高い柱上に温度センサー付き大型扇風機（防霜ファン）が設置されていることが多い。この扇風機は、夜間に地表近くの冷たい空気を逃がし、寒害や凍霜害を防止する効果がある。冷気は低地にたまることから、高低差のある茶園では寒害を受ける場がはっきり分かれることもあるので、冷気のたまりやすい地を把握した防霜ファンの管理、取り付けが望まれる。
その他の防霜対策に、凍結しやすい時期に散水してあらかじめ葉の表面に水滴を付着させ、その水滴を凍らせることで潜熱の放出を利用し温度維持を図る散水氷結法がある。また、茶株を被覆して、茶株や地熱を利用して温度低下を防ぐ被覆法がある。
被覆法は、被覆架台を設置して覆う棚掛け被覆、簡易に弧状に支柱を立てて覆うトンネル被覆などの手法がある。しかし、高温で土壌とチャノキに水分が不足する干害にも注意が必要となる。茶の生育温度は20℃から28℃である。それより高温である場合、特に30℃を越えると生育に支障をきたす。日本では30℃を越す期間が短いため大きな干害被害を起こす事は少ないが、葉の日焼けなどで被害を受けることがある。

### 寒害の被害
寒害対策として、被害葉などの把握と処置も挙げられる。
寒害による被害には、葉が低温で凍結、死滅する赤枯れ（凍害）、幹が一部凍結して葉に必要な水分、栄養を送れず死滅する青枯れ（寒干害）、寒風による落葉（寒風害）、枝が凍結を起こす枝枯れ、急激な温度変化で凍結した幹が膨張破裂を起こす幹割れ（裂傷型凍害）などがある。

### 干害の被害
干害による被害は、水分不足による枝枯れ、長時間日光を浴びることによる日焼け、落葉などがある。

## 土壌
茶の肥料の主成分は、窒素である。これは過度の使用による水質汚染が問題となり、現在は肥料を減らしながら窒素吸収率をあげる活動が行われている。吸収率を向上させる土壌作りのために注目するものは主に液相（水量）、気相（空気量）、個相（土量）の3つである。
根の働きは土壌から多くの養分を吸収し茶の木に行き渡らせるものであるため、より深く細部に亘って根を張り巡らせることでより効果的な力を発揮させることができる。そのために、根の生育が行いやすいように土を耕して気相を高め、土に堆肥、刈り草、稲ワラなどを投入し、微生物の有機物分解を助け保肥力、保水力を高めるなどの対策を行い、根量を増やす工夫をしている。

## 病虫害
1番茶の収穫する4月頃に輪斑病菌で起きる輪斑病や新梢枯死病は、2番茶に影響を残すことから殺菌剤の散布による防除対策が必要となる。
5月から梅雨前の2番茶収穫で注意するのは炭疽病、アミモチ病の他、チャノキイロアザミウマ(スリップス)、チャノミドリヒメヨコバイ（ウンカ）、チャノホソガである。
6月にはコカクモンハマキ、チャハマキ、ネマトーダなどの害虫が発生するため、孵化前にフェロモントラップ（フェロモンで産卵する虫を惹きつけてまとめて駆除するもの）などの防除対策を行う。
7月頃に発生するのはクワシロカイガラムシ、カンザワハダニなどで、高温乾燥が続くと9月頃に再発生する恐れがある。さらに、ホコリダニなども発生する可能性があり、逆に雨が多く低温な日が続くと、炭疽病やもち病などが発生しやすくなる。
8月は台風による傷から、赤焼病菌が入り赤焼病に感染することがある。また病虫害が活発になり、これまでのチャハマキ、ホコリダニ、炭疽病、もち病のほか、ヨモギエダシャクなどの虫害が発生する。
10月に茶の木が花をつけたとき、落ちた花が茶葉の上で腐敗し、灰色かび病という病気を引き起こす場合がある。この場合は、開花と落花時期に殺菌剤の散布が必要となる。

## 生葉の収穫量

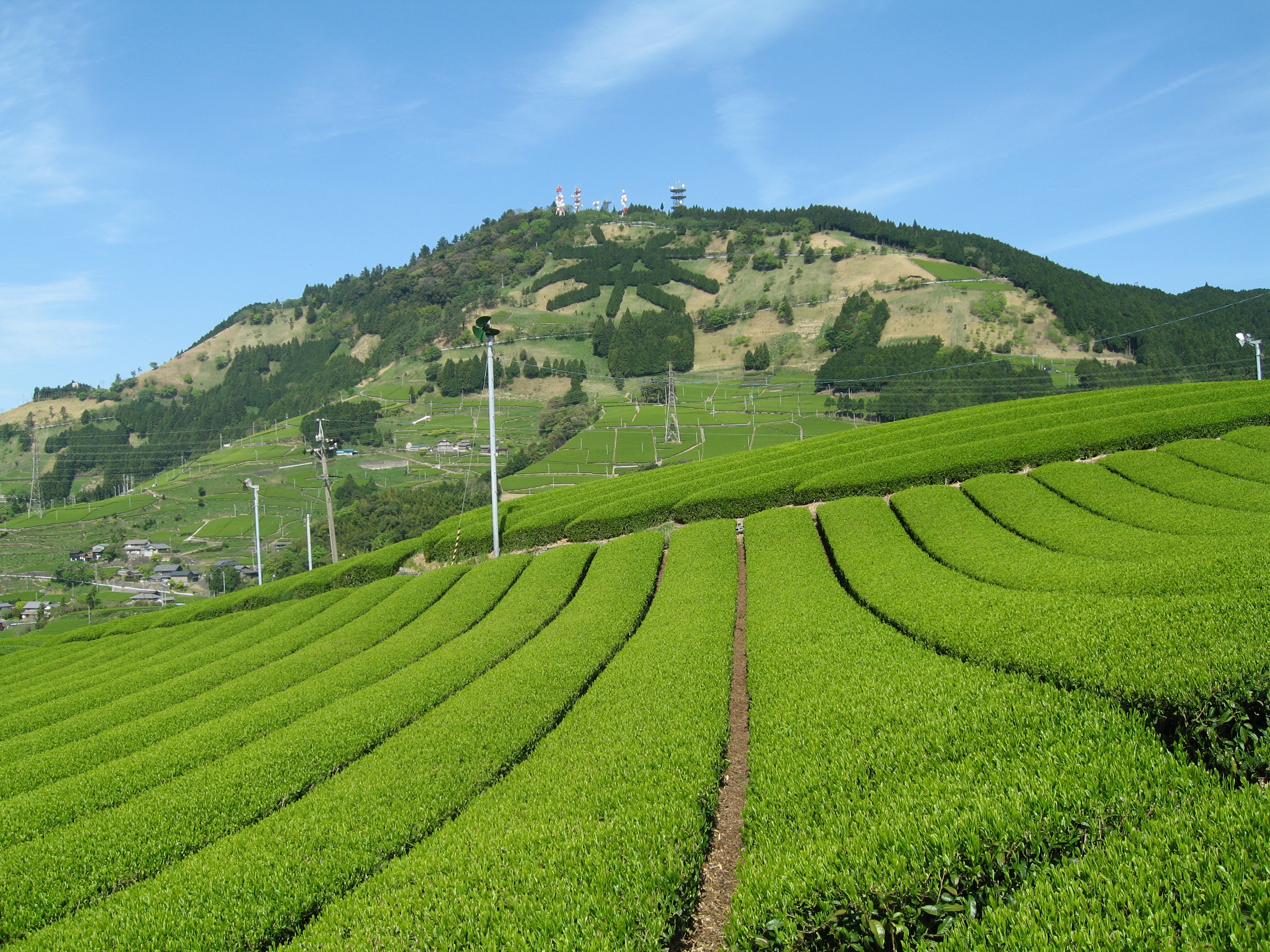
静岡県掛川市の茶畑。

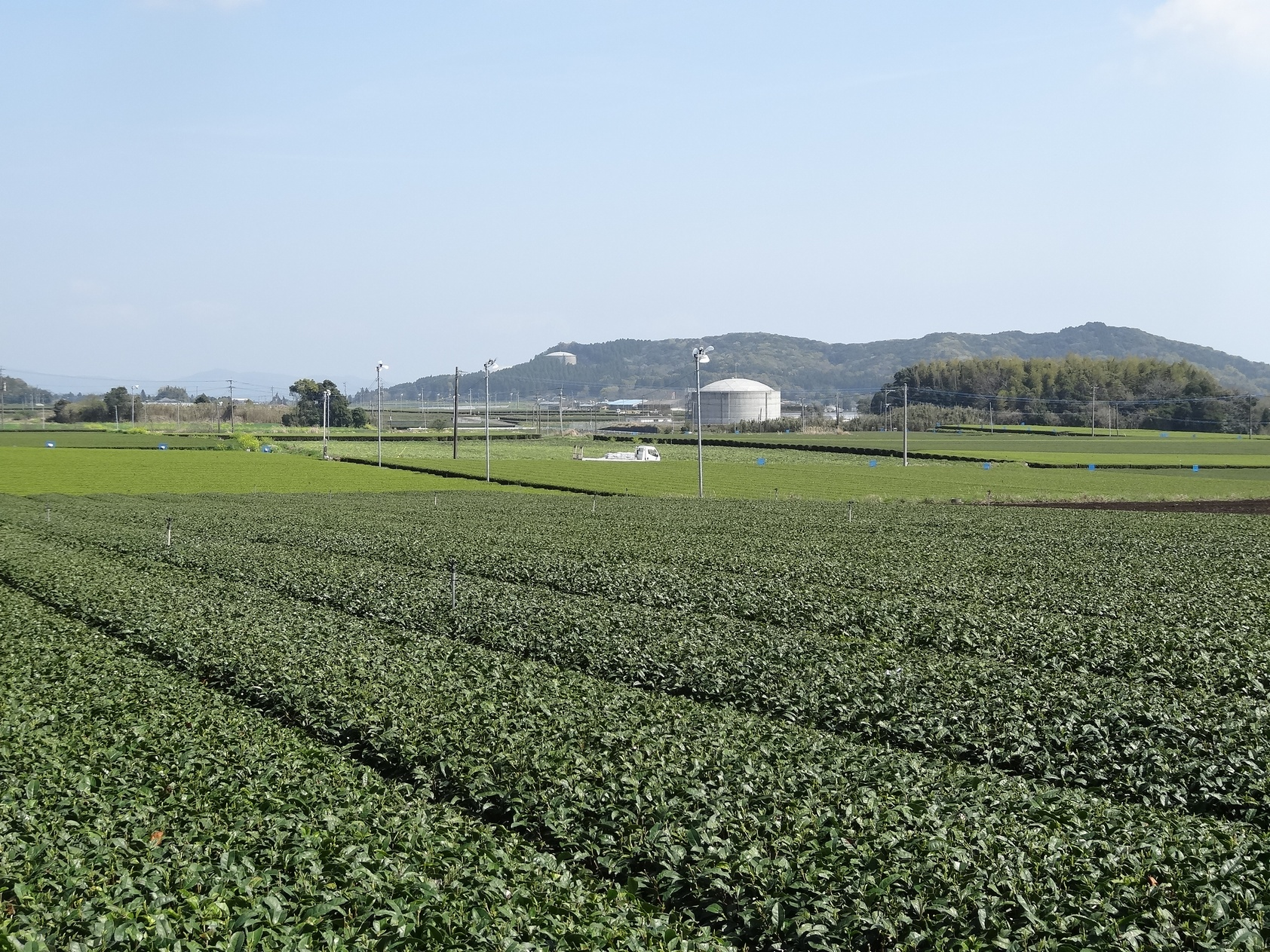
鹿児島県志布志市の茶畑。

平成19年産の主産県における10a当たりの生葉収量と生葉収穫量については、以下のとおりであった。この統計が示すように、単位面積当たりの生葉収量は地域（都道府県）によって相違が見られる。
| 都道府県 | 10a当たり 生葉収量 (kg) | 生葉収穫量 (t) |
| -------- | ----------------------- | -------------- |
| 埼玉     | 448                     | 4310           |
| 岐阜     | 528                     | 3550           |
| 静岡     | 957                     | 179900         |
| 愛知     | 900                     | 4800           |
| 三重     | 1170                    | 34700          |
| 滋賀     | 900                     | 4030           |
| 京都     | 978                     | 13400          |
| 奈良     | 1550                    | 11000          |
| 福岡     | 806                     | 11600          |
| 佐賀     | 905                     | 8630           |
| 長崎     | 714                     | 4710           |
| 熊本     | 603                     | 8560           |
| 宮崎     | 1370                    | 18800          |
| 鹿児島   | 1520                    | 118800         |
| 主要県計 | 1050                    | 430200         |

（平成20年2月21日公表の農林水産統計より）

## 参考書籍
- 木村政美『茶園管理12カ月 : 生育の見方と作業のポイント』農山漁村文化協会、2006年9月30日。ISBN 4-540-06207-7。
- 大石貞男『茶の生育診断と栽培』（改訂第2）農山漁村文化協会、1986年11月。ISBN 4-540-86068-2。
- 武田善行『茶のサイエンス : 育種から栽培・加工・喫茶まで』筑波書房、2004年4月30日。ISBN 4-8119-0258-0。